# Eurya obovata
Eurya obovata är en tvåhjärtbladig växtart som först beskrevs av Carl Ludwig von Blume, och fick sitt nu gällande namn av Pieter Willem Korthals. Eurya obovata ingår i släktet Eurya och familjen Pentaphylacaceae. Utöver nominatformen finns också underarten E. o. reticulata.